# Griechisch-baktrisches Münzwesen

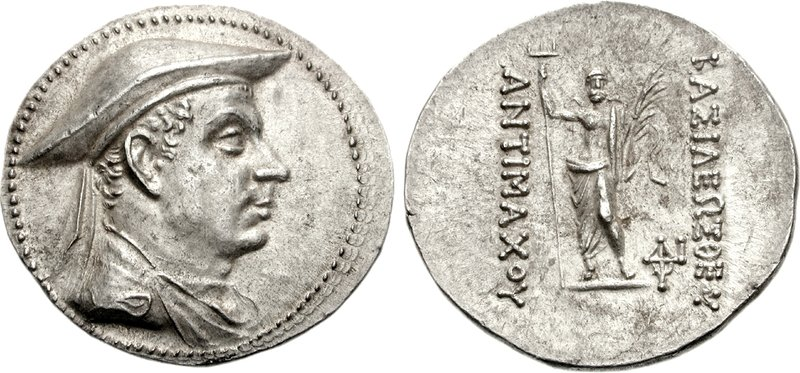
Münze Antimachos' I., der um 180 v. Chr. regierte

Das griechisch-baktrische Münzwesen war das Münzwesen des hellenistischen griechisch-baktrischen Königreichs. Es in der Tradition der Münzreform, die von Alexander dem Großen in seinem Reich durchgeführt wurde. Die griechisch-baktrischen Münzen erregten schon früh das Interesse der Forschung, da vor allem die Porträts der Herrscher zu den qualitativ besten der hellenistischen Staatenwelt gehören. Daneben waren diese Münzen lange Zeit die einzigen direkten Zeugen dieses östlichsten Staates der hellenistischen Welt.
Um 240 v. Chr. wurde die Satrapie Baktrien ein eigenes Königreich, das sich nach einem Aufstand vom Seleukidenreich getrennt hatte. Das Geldsystem des neuen Reiches basierte auf Silber-Tetradrachmen, sowie auf Gold-Statern, die auf dem attischen Gewicht basierten. Dieses System war von Alexander entworfen und vom Seleukidenreich übernommen worden. Auch die Münztypen sind vergleichbar. Sie zeigen auf der Vorderseite den Porträtkopf des Herrschers und auf der Rückseite die Figur einer Gottheit. Hier finden sich auch die Legenden, die den Namen und Titel des Herrschers nennen. Die Legenden sind in griechischer Sprache verfasst.
Das Gewicht der Münzen variiert. Die Tetradrachmen hatten ein durchschnittliches Gewicht von 16,6 Gramm. Doch gibt es zahlreiche leichtere Prägungen, die wahrscheinlich auch als Tetradrachmen gehandelt wurden, praktisch aber weniger Wert hatten.